# Incidente de Shadian

Provincia de Yunán, China

El Incidente de Shadian (en chino, 沙甸事件) fue un gran levantamiento de personas religiosas Hui durante la Revolución Cultural China que terminó en una masacre liderada por militares. La masacre tuvo lugar en siete aldeas de la provincia de Yunnan, especialmente en Ciudad Shadian, en julio y agosto de 1975. La masacre mató a más de 1600 civiles (866 solo de Shadian), incluidos 300 niños, y destruyó 4400 hogares.
El mayor conflicto entre el Partido Comunista de China (PCCh) y el pueblo religioso local Hui comenzó en 1974, cuando este último fue a Kunming, la capital de Yunnan, para exigir la libertad de religión otorgada por la Constitución China. Sin embargo, el gobierno local consideró el comportamiento de los cientos de manifestantes como "perturbar" y "oponerse a la dirección del Partido". En 1975, los aldeanos intentaron reabrir a la fuerza las mezquitas cerradas durante la Revolución Cultural, intensificando el conflicto y atrayendo la atención de Pekín. Finalmente, el 29 de julio, Deng Xiaoping (algunas fuentes afirmaron que Wang Hongwen) ordenó a 10 000 soldados del Ejército Popular de Liberación que resolvieran el conflicto, lo que resultó en una masacre que duró aproximadamente una semana.
Después de la Revolución Cultural, el incidente de Shadian fue considerado un error por el Partido Comunista de China y sus víctimas fueron rehabilitadas durante el período "Boluan Fanzheng".

## Antecedentes históricos

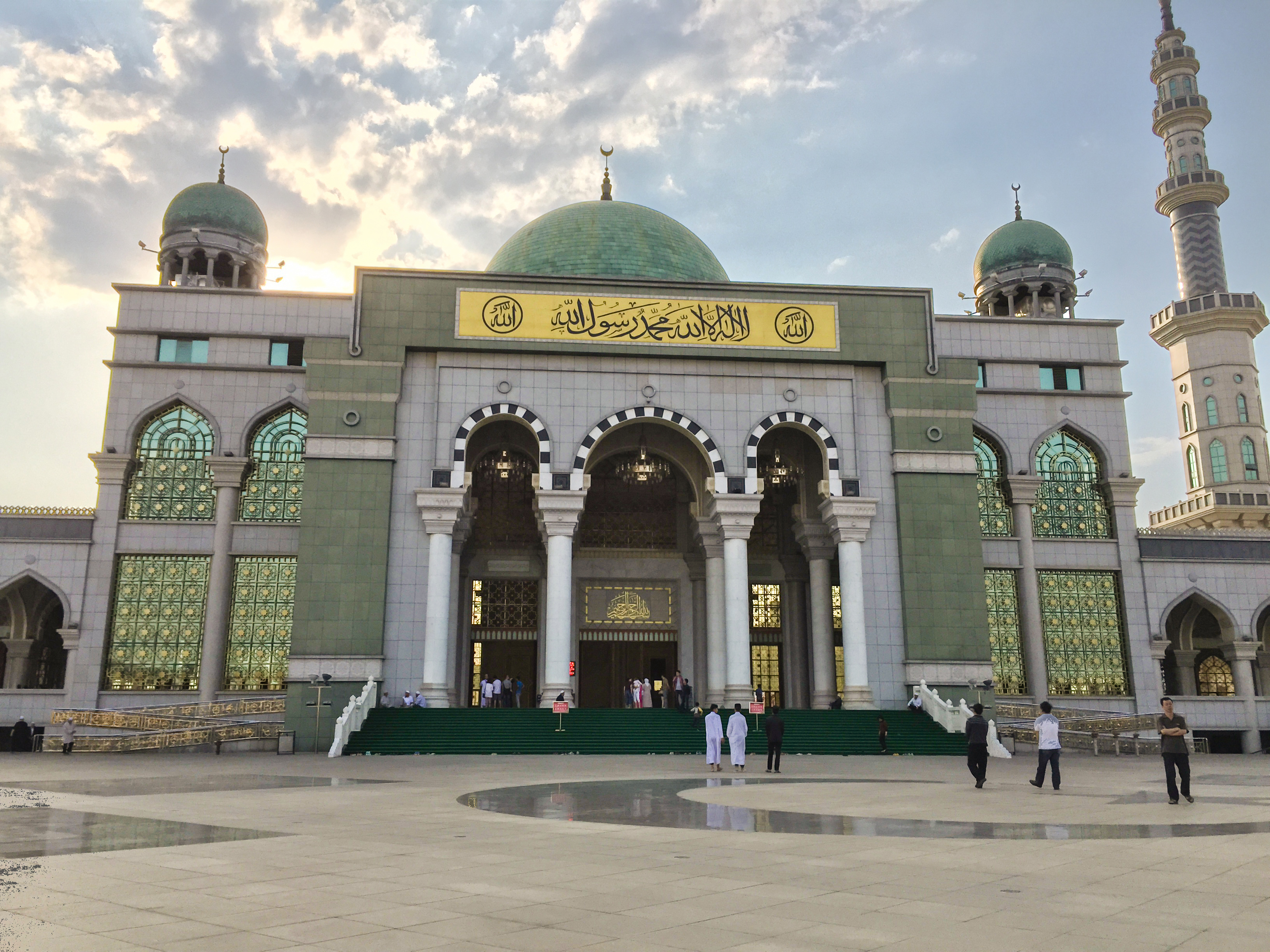
La Gran Mezquita en Shadian

Las personas religiosas, incluidos Budistas, Cristianos y Musulmanes, fueron ampliamente perseguidas durante la Revolución Cultural (1966-1976). Los Guardias Rojos prohibieron a los musulmanes rezar en mezquitas y censuraron (incluso quemaron) libros islámicos. Después del establecimiento del Comité Revolucionario de Yunnan (云南省革命委员会) en agosto de 1968, los llamados "contrarrevolucionarios" fueron arrestados y perseguidos arbitrariamente, lo que obligó a las personas a huir a Shadian.
A principios de diciembre de 1968, el Comité Revolucionario de la Provincia de Yunnan envió un equipo de propaganda a Shadian bajo el nombre de "Pensamiento Mao Zedong". Más de 200 Hui locales fueron enviados a "sesiones de lucha", 14 de los cuales fueron perseguidos hasta la muerte y 160 personas quedaron lisiadas de por vida. En octubre de 1973, los musulmanes locales abrieron la mezquita cerrada por su cuenta, pero fueron obstruidos por la fuerza militar del Comité Revolucionario.

## El incidente

### Los conflictos
En septiembre de 1974, el Comité del Partido de la Provincia de Yunnan emitió una declaración que decía: "Las mezquitas que se han cerrado o convertido para otros fines no deben abrirse a actividades religiosas". Además, el Partido Comunista declaró que las mezquitas reabiertas tenían que ser cerradas por los propios musulmanes.
En 1974, más de 800 personas Hui de Shadian fueron a Kunming para protestar y exigir la libertad de religión otorgada por la Constitución china. Sin embargo, el gobierno local consideró el comportamiento de los cientos de manifestantes como "perturbar" y "oponerse a la dirección del Partido". Más de 1000 personas hui de otras áreas también participaron en las protestas. Los conflictos aumentaron y estalló la violencia.

### La masacre
En 1975, los aldeanos intentaron reabrir a la fuerza las mezquitas cerradas durante la Revolución Cultural, intensificando el conflicto y atrayendo la atención de Pekín. Finalmente, el Partido Comunista Chino determinó que las protestas se habían vuelto militarmente rebeldes.
Tras la aprobación de Mao Zedong, aproximadamente 10,000 soldados del Ejército Popular de Liberación recibieron la orden de sofocar el levantamiento. La masacre provocó la muerte de más de 1.600 civiles (866 de Shadian), incluidos 300 niños, y más de 1.000 resultaron heridos y mutilados de por vida, mientras que 4.400 viviendas fueron destruidas.